# County Armagh
Armagh (irisch: Ard Mhacha) ist eine der sechs historischen Grafschaften (engl. county) im nordirischen Teil der Insel Irland.

## Geographie
Die Grafschaft liegt südlich des Lough Neagh. Der Norden besteht aus fruchtbaren Ebenen, die von den Flüssen Bann und Blackwater durchflossen werden. Im Süden erstreckt sich ein Hügelland bis zu einer Höhe von 550 Metern.

## Geschichte
In vorgeschichtlicher Zeit wurden in der heutigen Grafschaft Megalithanlagen errichtet. Vor dem 5. Jahrhundert gehörte das Gebiet zum Königreich Ulster, aus dem im 5. Jahrhundert das Königreich Oriel hervorging. In frühchristlicher Zeit wurde der gleichnamige Hauptort zum Bischofssitz, der mit St. Patrick in Verbindung gebracht wird, wofür es unter anderem zahlreiche Hinweise im Buch von Armagh gibt.
Ende des 12. Jahrhunderts wurde das Gebiet von den Anglonormannen erobert und kam unter englische Herrschaft. Der herrschende anglonormannische Adel löste sich bald wieder von der englischen Herrschaft, die dort erst Mitte des 17. Jahrhunderts wiedererstarkte (Oliver Cromwell); so fällt in diese Zeit die Gründung der Grafschaft.

## Wirtschaft

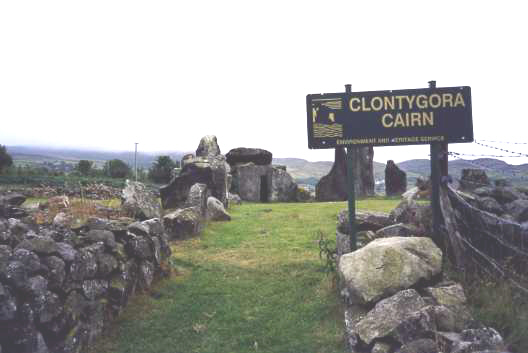
Clontygora

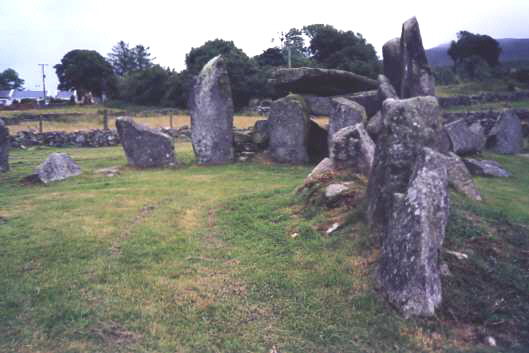
Clontygora

Im Norden befindet sich das wichtigste Apfelanbaugebiet Irlands; im hügeligen Süden herrscht die Schafzucht vor. Es gibt Nahrungsmittel-, Bekleidungs-, Möbel- und Leichtindustrie.

## Städte
- Armagh
- Craigavon
- Lurgan
- Portadown

## Sehenswürdigkeiten
- Aghmakane Megaliths
- Annaghmare, Court Cairn
- Ballykeel, Dolmen
- Ballymacdermot, Court Cairn
- Clonlum, Megalithanlagen
- Clontygora, Megalithanlage
- Kirchen von Killevy
- Navan Fort
- Ráth von Corliss
- Slieve Gullion, Nord- und Südcairn
- Steinsäule von Kilnasaggart

Siehe auch: Court tomb, auch ‘court cairn’ (dt. Hofgrab)